# Wenatchee (fiume)
Il Wenatchee (Wenatchee River in inglese) è un fiume lungo 85 km, il cui corso si sviluppa interamente nello Stato di Washington negli Stati Uniti d'America.

## Geografia
Prima di sfociare nel Columbia, il fiume attraversa sei città: Leavenworth, Peshastin, Dryden, Cashmere, Monitor e Wenatchee. I suoi affluenti principali sono quattro: il fiume Chiwawa, il Nason Creek, il Peshastin Creek e l'Icicle Creek.
Il suo bacino idrografico copre un'area di 3.452 km², e la sua portata media raggiunge i 91 m³/s.

## Galleria d'immagini

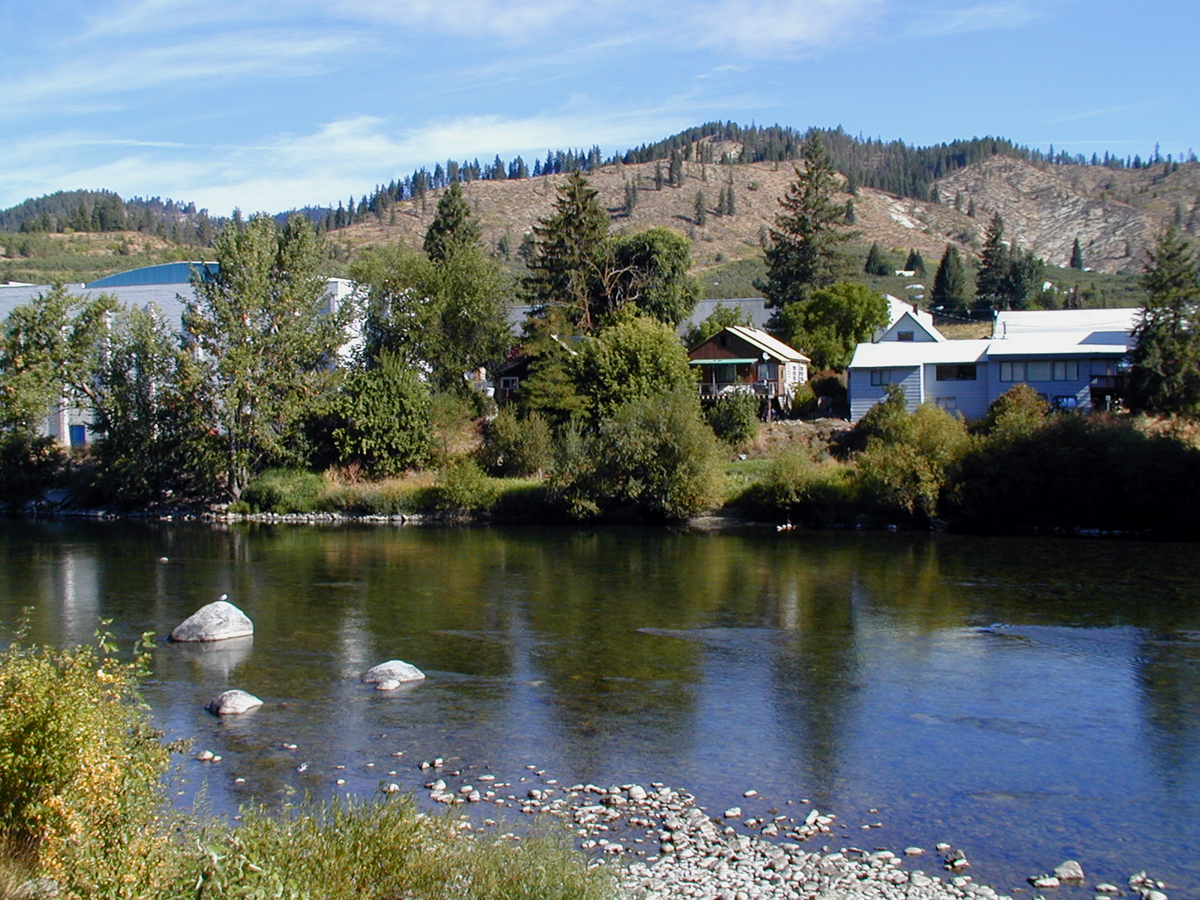
Il fiume Wenatchee a Peshastin
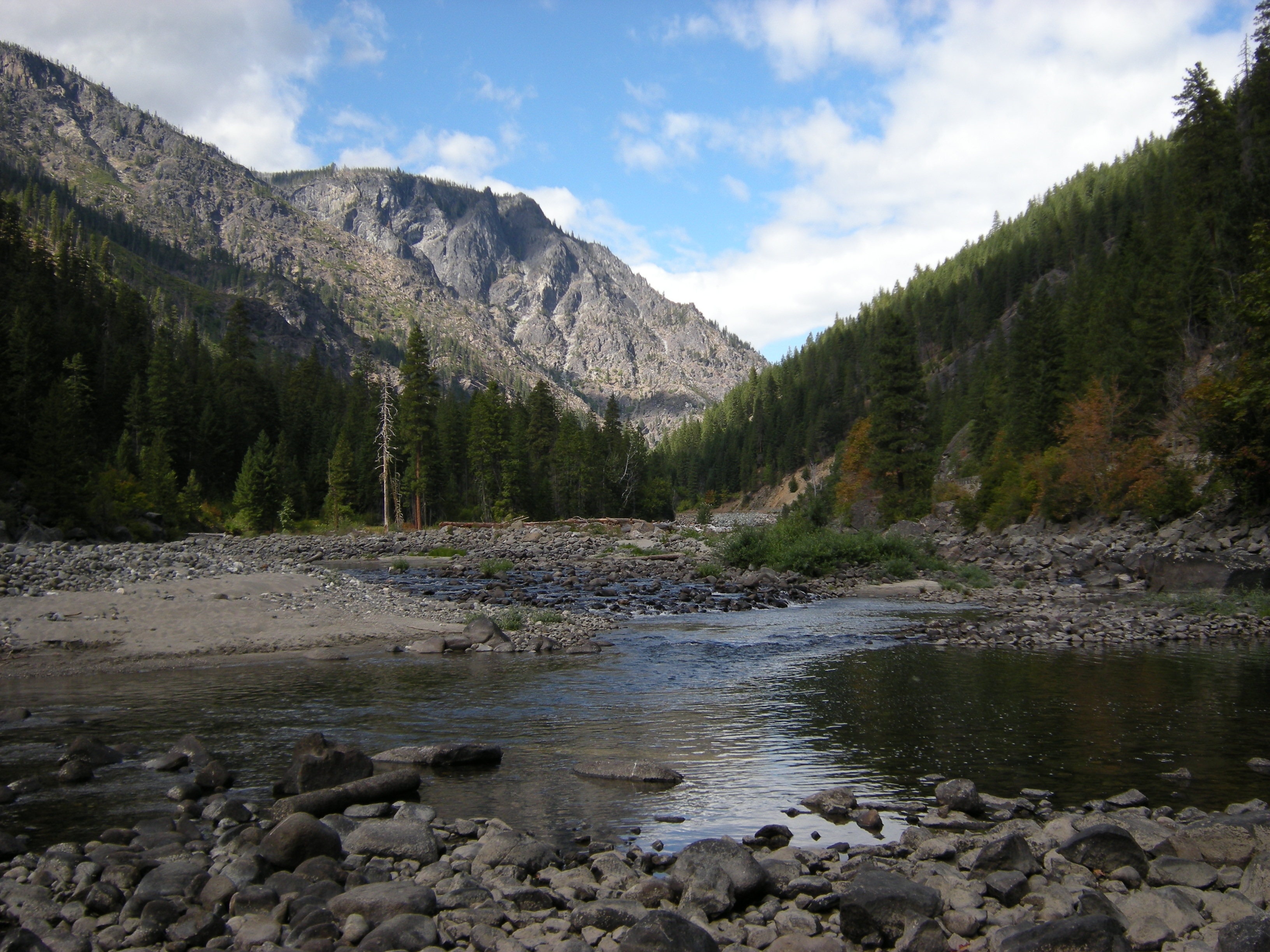
Il fiume Wenatchee a Leavenworth